# 成名在望 (歌曲)
成名在望，是臺灣樂團五月天《自傳》專輯第七波主打歌曲，由阿信作詞作曲。2017年阿信以該首歌曲於第28屆金曲獎首次獲得最佳作詞人獎 。

## 音樂錄影帶
2017年3月29日，發布〈成名在望〉的「現場無限Life版」MV 。同年9月1日，發布該曲的「夢想小屋版」MV，由易烊千璽、羅北安、寶媽參與演出 。同年9月30日，發布該曲的「樂團時代版」MV，邀請玖壹壹、獅子合唱團、新褲子、張楚、溫拿樂隊、蓋米美樂達、宇宙人、Party Sense 派對紳士、GONZO、大忙人、小男孩樂團、ADMAN樂團等樂團特別演出 。

## 獎項
| 年份         | 單位         | 獎項           | 入圍者 | 結果 |
| ------------ | ------------ | -------------- | ------ | ---- |
| 2017         |              |                |        |      |
| 第28屆金曲獎 | 最佳作詞人獎 | 阿信／成名在望 | 獲獎   |      |